# Caritas Pirckheimer
Caritas Pirckheimer (Eichstätt, 21 de març de 1467 - Nuremberg, 19 d'agost de 1532) va ser l'abadessa del convent de Clara Santa de Nuremberg al temps del Reforma Protestant, i es va oposar a l'amenaça plantejada per Martí Luter contra les cases catòliques d'adoració i edificis religiosos, incloent el seu propi convent.
Nascuda amb el nom de Barbara Pirckheimer, era la més gran de 12 germans, tres dels quals van morir joves. Entre els seus germans hi ha l'humanista Willibald Pirckheimer. Fins a la mort de la seva mare el 1488, segons sembla, va rebre una educació d'humanista a casa, on esdevingué gran coneixedora del llatí. Als 12 anys va anar a escola al monestir Franciscà de Clara Santa de Nuremberg. Als 16 anys es va unir a l'ordre, agafant el nom de Caritas (o Caritat).
Quan tenia entre 50 i 60 anys, en la seva lluita per preservar el seu monestir, va rebre el suport de Philipp Melanchthon, que anteriorment havia estat amic íntim de Luter.
Va escriure una crònica dels esdeveniments que van passar al seu monestir entre el els anys 1624 i 1528, incloent la correspondència amb l'administració i transcripcions de les converses. Més tard va incorporar una secció final, potser escrita després de la seva mort, que inclou part de les últimes cartes de Caritas. Ella defensava que es permetés a les monges del seu monestir de Clara Santa romandre al monestir fins que morissin, però sense rebre noves vocacions. El 1591 el monestir va tancar perquè les cases de culte catòliques van deixar d'existir al país.